# Sarčicha
La Sarčicha (in russo Сарчиха?, nell'alto e medio corso Verchnajaja Sarčicha, Верхняя Сарчиха) è un fiume della Russia siberiana occidentale, affluente di sinistra dell'Enisej. Scorre nel Turuchanskij rajon del Territorio di Krasnojarsk.
La Verchnajaja Sarčicha ha origine e scorre tra le paludi della periferia orientale del bassopiano della Siberia occidentale. La sorgente del fiume si trova in una palude, tra boschi di betulle e abeti rossi, a un'altitudine di circa 270 m.  Scorre nell'alto corso verso sud-ovest poi svolta a nord-est e mantiene questa direzione.  A 12 km dalla foce riceve da sinistra la Nižnjaja Sarčicha (lunga 172 km) e assume il nome di Sarčicha. Sfocia nell'Enisej a 1 422 km dalla foce, poco a valle del villaggio di Bachta. Ha una lunghezza di 214 km e il suo bacino è di 2 740 km². La larghezza del fiume dopo la confluenza della Nižnjaja Sarčicha è di quasi 40 metri, la profondità fino a 1 m.
La copertura di ghiaccio avviene in ottobre e termina per metà maggio. Non c'è popolazione permanente nel bacino del fiume.